# Yves Congar
Yves Marie Joseph Congar (ur. 8 kwietnia 1904 w Sedanie, zm. 22 czerwca 1995 w Paryżu) – francuski teolog, dominikanin, uczestnik soboru watykańskiego II, kardynał od 1994.

## Życiorys
Jego ojcem był bankowiec. Ciężko przeżywał tragedię I wojny światowej, w tym nędzę jeńców wojennych, co wpłynęło na jego późniejszą formację duchową. Samodzielnie zgłębiał filozofię i jej historię. Kontaktował się z kombatantami. Pozostawał pod wpływem intelektualnym Mauricea Blondela, Luciena Laberthonnièrea i Jacquesa Maritaina. Odbył służbę wojskową, potem uczył się w szkole wojskowej w Saint-Cyr i przez krótki czas przebywał w nowicjacie zakonu benedyktyńskiego. 
Do zakonu dominikańskiego wstąpił 7 grudnia 1925. Jego kolegami z tego czasu byli m.in. Marie-Alain Couturier i André-Marie Dubarle. W 1931 został profesorem zakonnego centrum formacyjnego w Le Saulchoir koło Paryża. W 1937 wydał dzieło Chrześcijanie rozłączeni (fr. Chrétiens désunis), które zostało nieprzychylnie przyjęte przez Watykan. Od tego samego roku był wydawcą serii teologicznej Unam, sanctam. Od 1940 do 1944 przebywał w niemieckim obozie jenieckim dla oficerów, a po próbie ucieczki przeniesiono go do obozu o zaostrzonym rygorze. Kuria rzymska sceptycznie podchodziła do jego działalności i w 1948 nie otrzymał zezwolenia na uczestnictwo w spotkaniu ekumenicznym w Amsterdamie, gdzie m.in. powołano Światową Radę Kościołów. Kwestionował potrydencką wizję Kościoła opartego na systemie piramidalnym, hierarchicznym i jurydycznym. W 1954 (po podróży do Aten, Stambułu, Bejrutu, Kairu i Aleksandrii z okazji 900-lecia schizmy wschodniej) otrzymał zakaz wykładów i publikacji pod swoim nazwiskiem, a także zakaz przebywania w Paryżu. W latach 1954–1956 mieszkał w Jerozolimie, a potem w  Skandynawii i Cambridge, by osiąść w Strasburgu. W latach 1956–1968 był profesorem uniwersytetu w Strasburgu, następnie Instytutu Katolickiego w Paryżu.
Był zwolennikiem ekumenizmu oraz koncepcji Kościoła jako Ludu Bożego. Podejmował działania na rzecz zwiększenia roli ludzi świeckich w Kościele katolickim. Interesowały go tematy z zakresu eklezjologii: pisał o episkopacie i prezbiteriacie, powołaniu świeckich, urzędach, relacjach między tradycją kościelną a Biblią, historycznej ewolucji poglądów eklezjologicznych. Brał udział w Soborze watykańskim II jako ekspert. Był członkiem Międzynarodowej Komisji Teologicznej.
Gdy papież Paweł VI przygotowywał Soborowe Wyznanie wiary Ludu Bożego (1968), poprosił o przygotowanie projektu tekstu o. Y. Congara. Rezultat okazał się jednak dla Pawła VI niezadowalający. Mówił o tym sam Congar w wywiadzie:

Proszę zwrócić uwagę, że sam chciałem, by Vaticanum II dał nową formułę wyznania wiary. Mamy na przykład wyznanie, nazywane wyznaniem Soboru trydenckiego, które w rzeczywistości jest wyznaniem papieża Pawła IV. Chciałem by Vaticanum II sformułował wyznanie wiary w stylu nowoczesnym, w stylu kerygmatycznym, w stylu dynamicznego zwiastowania w duchu życia i doświadczenia ludzkiego. W duchu sugestii Ojca Świętego sam ułożyłem taki tekst. Wysłałem mu go, ale nigdy nie dowiedziałem się co się z nim stało. Od osoby bliskiej Pawłowi VI dowiedziałem się, że tekst ten został oceniony jako niejasny.

Na pół roku przed śmiercią, 26 listopada 1994 r. został ustanowiony przez papieża Jana Pawła II kardynałem. Otrzymał tytuł kardynała-diakona San Sebastiano al Palatino. Zmarł 22 czerwca 1995 r. w Paryżu w Hôpital militaire des Invalides.

## Publikacje

### Publikacje książkowe autora
- Chrétiens désunis (1937)
- Vraie et fausse réforme dans l'Église (1950)
- Jalons pour une théologie du laïcat (1953)
- L'apport de Saint Augustin a la théologie des sacrements et de l'Église du fait de son affrontement avec le donatisme. W: Augustine d'Hippone: Traités Anti-Donatistes, Volume I, Psalmus Contra Partem Donati ; Contra Epistulam Parmeniani Libri Tres ; Epistula Ad Catholicos ; De Secta Donatistarum. G. Finaert (przekład na j. franc.); Yves M.-J. Congar (wstęp i przypisy). Paryż: Desclée De Brouwer, 1963, s. 71-123, seria: Bibliothèque Augustinienne – Œuvres De Saint Augustin 28, Quatrième Série.
- Je crois en l'Esprit Saint (t. 1–2 1979–1980)
- Martin Luther (1983)

### Polskie wydania

#### Zbiory studiów i artykułów
- Wiara i teologia (1960, wyd. pol. 1967)
- Chrystus i zbawienie świata (1965, wyd. pol. 1968)
- Kościół jako sakrament zbawienia (1975, wyd. pol. 1980)

#### Książki – wybrane polskie przekłady
- Ciało mistyczne Chrystusa, Lwów 1938.
- Duch człowieka, Duch Boga, Warszawa : Wydawnictwo Księży Marianów, 1996.
- Duch Święty w "ekonomii" : objawienie i doświadczenie Ducha, Warszawa – Ciachanów,  Wydaw. Księży Marianów – "Gryf", 1995.
- Kościół, jaki kocham  Kraków, 1997.
- Prawdziwa i fałszywa reforma w Kościele, Kraków : Znak, 2001.
- Rozmowy jesienne, Warszawa : Wydaw. Księży Marianów, 2001.
- Teolog na wygnaniu: dziennik 1952-1956, Poznań 2008, Wydawnictwo W drodze
- Tradycja i tradycje. Tom 1: esej historyczny, Poznań 2018, Dominikańska Biblioteka Teologii, Wydawnictwo W drodze, ISBN 978-83-7906-115-0